# Impatiens kentrodonta
Impatiens kentrodonta är en balsaminväxtart som beskrevs av Ernest Friedrich Gilg. Impatiens kentrodonta ingår i släktet balsaminer, och familjen balsaminväxter. Inga underarter finns listade i Catalogue of Life.